# Meskó Attila
Meskó Attila (Budapest, 1940. április 23. – Budapest, 2008. október 11.) magyar geofizikus, egyetemi tanár, a Magyar Tudományos Akadémia rendes tagja. Kutatási területe a szeizmikus adatok számítógépes feldolgozása (ezen belül digitális szűrése) és értelmezése, illetve globális változások és a fenntartható fejlődés témaköre. 1999 és 2005 között az MTA főtitkárhelyettese, 2005 és 2008 között főtitkára.

## Életpályája
A budapesti Madách Imre Gimnáziumban érettségizett, majd 1959-ben kezdte meg egyetemi tanulmányait az Eötvös Loránd Tudományegyetem Természettudományi Kar geofizikus szakán, ahol 1964-ben szerzett diplomát. 1965-ben szerezte meg egyetemi doktori címét. Diplomájának megszerzése után a Magyar Tudományos Akadémia gyakornoka lett, később tudományos munkatársi beosztásban dolgozott. 1973-ban került vissza egyetemére, ahol a Geofizikai Tanszék docenseként kezdett el dolgozni. 1980-ban kapta meg egyetemi tanári, 1985-ben tanszékvezetői kinevezését. Tanszékvezetői munkája mellett a Környezetfizikai Tanszékcsoport vezetőjeként is tevékenykedett. Ezen kívül 1966 és 1983 között a Geofizikai Kutatóvállalat szakértője volt. Nevéhez fűződik az angol nyelvű oktatás bevezetése külföldi hallgatók számára az egyetemen.
1999 és 2001 között a Magyar Geofizikusok Egyesületének elnöke volt. Az Acta Geodaetica et Geophysica című szakfolyóirat szerkesztőbizottságában is dolgozott.
1969-ben védte meg a műszaki tudományok kandidátusi, 1977-ben akadémiai doktori értekezését. 1979-ben átvette az MTA Geofizikai Tudományos Bizottság elnöki tisztét, melyet 1996-ig viselt. 1990-ben a Magyar Tudományos Akadémia levelező, 1995-ben rendes tagjává, 1999-ben pedig főtitkárhelyettesévé választották. (Ekkor mondott le tanszékvezetői tisztségéről.) 2001-ben bekerült a Környezettudományi Bizottságba is. 2005-ben a tudományos köztestület főtitkára lett, mely pozíciót három évig viselt. Pár hónappal később egy korábban kezdődött súlyos betegség következtében elhunyt.
Kutatási területei a szeizmikus adatok számítógépes feldolgozása (ezen belül digitális szűrése) és értelmezése, illetve globális változások és a fenntartható fejlődés témaköre volt. Ez utóbbi témában tartott előadást 2006-ban a Mindentudás Egyetemén. Foglalkozott nagy létesítmények földrengésbiztonságának kérdéseivel is.

## Díjai, elismerései
- Állami Díj (1978) – A szénhidrogén-kutatás geofizikai műszereinek és módszereinek fejlesztésében, a kutatás hatékonyságának növelésében elért eredményeiért. Megosztott díj Kovács Ferenccel, Molnár Károllyal, Sághy Györggyel és Varga Imrével.
- Egyed László-emlékérem (1988)
- Eötvös-emlékérem (1993)
- Ipolyi Arnold tudományfejlesztési díj (2000, OTKA)
- Deák Ferenc kutatási díj (2005, Pro Renovanda Cultura Hungariae Alapítvány)
- Honoris causa (tiszteletbeli) Jedlik Ányos-díj (2008)

## Főbb publikációi
- Two Dimensional Filtering and the Second Derivative Method (1966)
- Szeizmika (egyetemi tankönyv, társszerző, 1967)
- Szűrőelmélet alkalmazása a gravitációs értelmezésben (1970)
- Digital Filtering (1984)
- Gravity and Magnetics in Oil Prospecting (1987)
- Bevezetés a geofizikába (1990)
- Rugalmas hullámok a Földben (1995)
- Környezettudomány, környezeti geofizika. In: Székfoglalók. 1995-1998. II. MTA, Budapest, 1999.
- Földtani folyamatok kockázati tényezői (társszerző, 2000)
- A környezetvédelem feladatai és az EU-csatlakozás (2003)